# Autocomunicazione
Autocomunicazione è un termine usato negli studi di comunicazione, di semiotica e in altri studi culturali per descrivere la comunicazione da e verso sé stessi. Questa si distingue quindi dalla forma di comunicazione studiata più tradizionalmente in cui l'inviante e il ricevente del messaggio sono distinti e che può essere chiamata eterocomunicazione.
Laddove l'eterocomunicazione dà al ricevente nuove informazioni, l'autocomunicazione no. Essa invece potenzia e ristruttura l'ego del ricevente. Entrambe le forme di comunicazione simpossono trovare negli individui o all'interno delle organizzazioni. Quando l'autocomunicazione è fatta da un individuo può essere chiamata comunicazione intrapersonale.
L'autocomunicazione è tipica delle opere religiose o artistiche. Le preghiere, i mantra e i diari sono buoni esempi. Nelle organizzazioni e nelle imprese i piani strategici e i memo, per esempio, possono funzionare come mantra. Ma qualsiasi testo (od opera) può diventare autocomunicativo se è riletto più volte.